# Văleni (gmina Brâncoveni)
Văleni – wieś w Rumunii, w okręgu Aluta, w gminie Brâncoveni. W 2011 roku liczyła 505 mieszkańców.